# Baetisca rogersi
Baetisca rogersi är en dagsländeart som beskrevs av Berner 1940. Baetisca rogersi ingår i släktet Baetisca och familjen Baetiscidae. Inga underarter finns listade i Catalogue of Life.